# 韋拉 (密蘇里州)
韋拉（英語：Vera）是位於美國密蘇里州派克縣的非建制地區。

## 歷史
韋拉的郵局於1902年設立，其後於1942年停運。

## 地理
韋拉所處的海拔為高於海平面188米（即617英呎），而該地所採用的時區為UTC-6，即北美中部時區（CST）。同時該地設有夏令時間，為UTC-6調快一小時，即UTC-5（CDT）。